# Oberems
Oberems (toponimo tedesco) è un comune svizzero di 123 abitanti del Canton Vallese, nel distretto di Leuk.

## Storia
Oberems ha inglobato i comuni soppressi di Ahorn e Bodmen.

## Monumenti e luoghi d'interesse

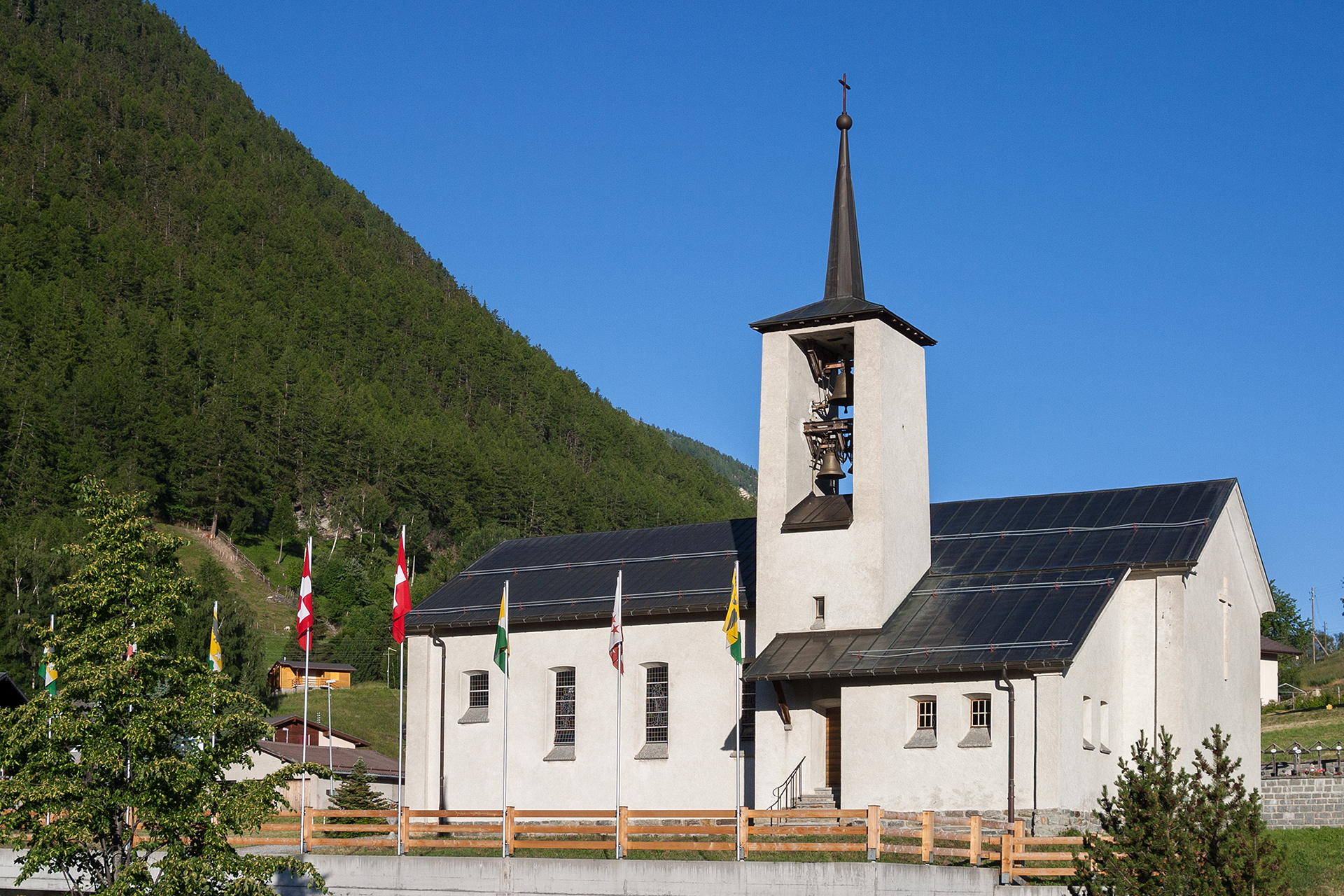
La chiesa dell'Assunzione

- Chiesa cattolica dell'Assunzione, eretta nel 1951[1];
- Diga di Turtmann.

## Società

### Evoluzione demografica
L'evoluzione demografica è riportata nella seguente tabella:
Abitanti censiti

## Amministrazione
Ogni famiglia originaria del luogo fa parte del cosiddetto comune patriziale e ha la responsabilità della manutenzione di ogni bene ricadente all'interno dei confini del comune.